# Leo Anton Carl de Ball
Leo Anton Carl de Ball (Lobberich, 23 novembre 1853 – Vienna, 12 dicembre 1916) è stato un astronomo tedesco, a volte citato anche come Leo Anton Karl de Ball.
Dopo gli studi a Bonn e Berlino ottenne il dottorato nel 1877. Lavorò agli osservatori di Gotha e Bothkamp in Germania e di Ougrée in Belgio. Dal 1891 alla sua morte fu direttore dell'osservatorio Kuffner a Vienna.
Il Minor Planet Center gli accredita la scoperta dell'asteroide 230 Athamantis effettuata il 3 settembre 1882.